# Фадеенко, Олег Витальевич
Олег Витальевич Фадеенко (укр. Олег Віталійович Фадєєнко, позывной — Малыш; 9 мая 1996, Первомайский — 2 июля 2023, Донецкая область) — украинский военнослужащий, младший лейтенант, участник российско-украинской войны. Герой Украины (2024, посмертно).

## Биография
Олег Фадеенко родился 9 мая 1996 года в городе Первомайский Харьковской области (ныне — Златополь Лозовского района). С детства увлекался спортом: занимался боксом, пауэрлифтингом, джиу-джитсу, кроссфитом и смешанными единоборствами, становился чемпионом Украины в различных весовых категориях. Также был чемпионом Украины по грэпплингу и побеждал на турнире ADCC. Значительное влияние на его воспитание оказал дедушка, служивший в пограничных войсках.
С первых дней полномасштабного вторжения России в Украину в 2022 году Олег Фадеенко вступил в ряды Вооружённых Сил Украины. Он служил в составе спецподразделения Главного управления разведки Министерства обороны Украины «Kraken», участвовал в боях за освобождение Харьковской области, включая Ольховку, Русскую Лозовую и Питомник. Позднее стал командиром разведывательного взвода 1-го штурмового батальона 3-й отдельной штурмовой бригады и принимал участие в боях под Бахмутом.
2 июля 2023 года Олег Фадеенко получил смертельное осколочное ранение в сердце во время выполнения боевого задания в районе города Бахмут. Несмотря на тяжёлое ранение, он смог пройти около 2 км до своих товарищей. Он скончался в госпитале от полученных ранений. 4 июля 2023 года его похоронили в родном городе.

## Награды
- Звание «Герой Украины» с удостоением ордена «Золотая Звезда» (24 февраля 2024, посмертно) — за личное мужество и героизм, проявленные в защите государственного суверенитета и территориальной целостности Украины, верность военной присяге[3].
- Орден «За мужество» III степени (14 марта 2023) — за личное мужество и самоотверженные действия, проявленные в защите государственного суверенитета и территориальной целостности Украины, верность военной присяге[4].